# Kuba Hikaru
Hikaru Kuba (sinh ngày 9 tháng 4 năm 1990) là một cầu thủ bóng đá người Nhật Bản.

## Sự nghiệp câu lạc bộ
Hikaru Kuba đã từng chơi cho Nagoya Grampus và Ehime FC.